# 林雨陽
林雨陽（英語：Anthony Lam Yue-yeung，1976年9月11日—），又名Rainsun，加拿大籍香港人，是一名廣播節目製作人，1998年加入新城電台當初級監制，由2001年-2004年擔任商業電台音樂節目主持。林雨陽在2012年接任香港人網行政總裁及節目監製並於2013年在謎米香港延續其職銜直至2016年為止。他在讀書時代是溫哥華華僑之聲（am1320）節目主持；林雨陽的妻子是人民力量前主席袁彌明。

## 專業
林雨陽早年於加拿大溫哥華生活，就讀聖地尼爾中學。他在1999年畢業於不列顛哥倫比亞大學，後取得英國斯特拉斯克萊德大學工商管理碩士。
林雨陽熱衷香港粵語流行音樂。在加拿大溫哥華電台華僑之聲首次出任DJ唱片騎師。回流香港後，曾經在商業電台主持深宵音樂節目《一切從音樂開始》。
2008年，林雨陽加盟蕭若元的網上電台《香港人網》，主持音樂節目《流行普選》、消閒清淡節目《五個一夜情》，並致力將這個政治色彩極濃的網台加入更多音樂、消閒、娛樂節目，擴闊聽眾群，將網台成為聽眾的生活一部份。
2010年1月，香港人網全力支持公民黨、社民連發動「五區公投」，遂自1月30日起至5月15日，一連十五集，每逢星期六晚由林雨陽主持政治節目《五區公投》，邀請公民黨、社民連、社運界暨公民社會等支持者做嘉賓，鼓動公投風潮、創造普選時勢。
2010年5月，民建聯購買商台深夜時段，合製節目《十八仝人愛落區》。林雨陽與前商台主持慢必陳志全在《香港人網》合製凌晨通宵節目《一切從錢銀出發 （页面存档备份，存于）》，直播一眾社運人士任亮憲、歐陽英傑、范國威、長毛梁國雄等狙擊民建聯節目之現況。5月底，社民連少女嚴敏華追擊指罵呂智偉的六四立場，被指恐嚇而遭警方扣查 5小時才獲准保釋，輿論嘩然。林雨陽出外境拍攝，親身邀請呂智偉出席《一切從錢銀出發》一起辯論六四與政改。
於2012年10月，林雨陽正式出任香港人網的行政總裁。並同時辭去選民力量、人民力量等的職位。
2013年3月底，香港人網結束。同年6月蕭若元成立網台《謎米香港》，林雨陽繼續出任行政總裁。
2016年3月底，蕭若元批評人民力量，與人力在謎米的主持隔空論戰。2016年4月12日，林雨陽辭任謎米香港一切職務。

## 投身政治

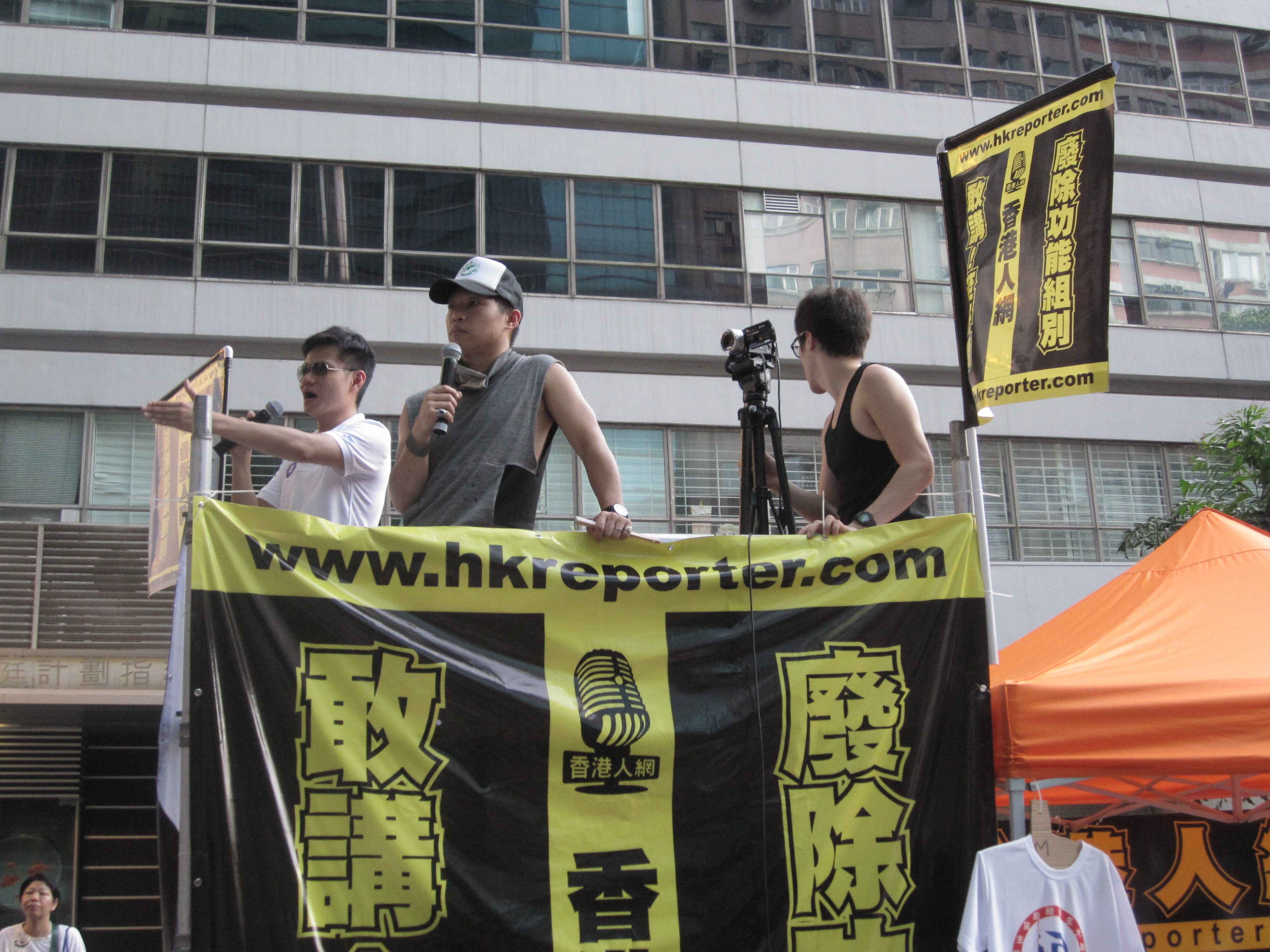
香港人網年輕主持現場發言。「林公子」林雨陽，「星屑醫生」歐陽英傑。2010年七一，灣仔修頓。

2006年公民黨成立，林雨陽是創黨會員。2007年參與區議會選舉，代表公民黨出選灣仔區議會跑馬地選區（B08），敗選。林雨陽一直參與公民黨活動，又以其電台經驗協助公民黨的網台 CP web radio。
2008年底，林雨陽退出公民黨。
2008年林雨陽加盟香港人網，參與香港人網支援社民連等政界、社運界的社會抗爭、民主運動。
2010年立法會通過2012年香港政治制度改革方案事件，先由泛民多個政黨數次與中聯辦談判，後政府大致上接受與民主黨等政黨協調的方案，民主派分裂。香港人網的一眾年輕主持劉嘉鴻、歐陽英傑、陳志全、袁彌明決定投身政治，林雨陽發起成立選民力量，成為主席。2011年，選民力量加盟人民力量，林雨陽成為人民力量執行委員。林雨陽代表選民力量、人民力量參選2011年區議會選舉，出選香港島南區區議會海怡西選區（D07），狙擊民主黨馮煒光失敗，馮煒光連任。
2012年立法會選舉，林雨陽為人民力量香港島和新界東兩選區作幕後籌劃。立法會選舉完結，林雨陽退出人民力量，返回香港人網，以示傳媒與政黨有所區隔。
2013年底，民主黨海怡西區議員馮煒光辭職，出任政府新聞處官員。海怡西選區需要補選。人民力量再次出選海怡西，由新任主席袁彌明參選。其時林雨陽與袁彌明已公開戀情，也擔任袁彌明的選舉幕僚。

## 外部連結
- 香港人網 網想最大黨 主持人： 林雨陽 慢必、靳民知、袁彌明、劉嗡 （页面存档备份，存于）
- 選民力量
- 政情：林雨陽變吊帶男區選狙擊白鴿黨 （页面存档备份，存于）

| 政黨職務    | 政黨職務                                | 政黨職務      |
| ----------- | --------------------------------------- | ------------- |
| 前任： 首任 | 選民力量主席 2010年9月20－2012年10月9日 | 繼任： 嚴達明 |